# Grapsus longitarsus
Grapsus longitarsus är en kräftdjursart som beskrevs av James Dwight Dana 1851. Grapsus longitarsus ingår i släktet Grapsus och familjen ullhandskrabbor. Inga underarter finns listade i Catalogue of Life.